# Temascalapa
Temascalapa è un comune del Messico, situato nello stato di Messico.